# کلکسیون (آلبوم مایکل جکسون)
کلکسیون (به انگلیسی: The Collection) نام یکی از آلبوم‌های گردآوری شده مایکل جکسون است که ۴ روز پس از مرگش منتشر شد. این آلبوم شامل ۵ آلبوم استودیوئی جکسون بجز آلبوم تاریخ است.

## لیست آهنگ‌ها

### جدا از بقیه (نسخه ویژه ۲۰۰۱)
1. «تا به اندازه کافی گیرت نیومده کوتاه نیا» Don't Stop 'Til You Get Enough
2. «رقص با تو» Rock with You
3. «کار در روز و شب» Workin' Day and Night
4. «بپر روی کف» Get on the Floor
5. «جدا از بقیه» Off the Wall
6. «دوست دختر» Girlfriend
7. «او از زندگیم بیرونه» She's Out of My Life
8. «نمیتونم کاری کنم» «I Can't Help It»
9. «این، عاشق شدنه» «It's the Falling in Love»
10. «Burn This Disco Out»
11. «تا به اندازه کافی گیرت نیومده کوتاه نیا» (دمو ارجینال ۱۹۷۸) Don't Stop 'Til You Get Enough (Original Demo From 1978)
12. «کار در روز و شب» (دمو ارجینال ۱۹۷۸) Workin' Day and Night (Original Demo From 1978)

### تریلر
1. «می خوای چیزی رو شروع کنی» Wanna Be Startin' Somethin'
2. «عزیزم مال من باش» Baby Be Mine
3. «دختره مال منه همراه پل مک‌کارتی» The Girl is Mine with Paul McCartney
4. «وحشت آور» Thriller
5. «بزن به چاک» Beat It
6. «بیلی جین» Billie Jean
7. «طبیعت آدم» Human Nature
8. «P.Y.T. (Pretty Young Thing)»
9. «The Lady in My Life»

### بد(نسخه ویژه ۲۰۰۱)
1. «بد» Bad
2. «حسی که تو به من میدی» The Way You Make Me Feel
3. «سرعت فریبنده» Speed Demon
4. «دختر لیبری» Liberian Girl
5. «فقط دوستان خوب» Just Good Friends
6. «قسمت دیگهٔ من» Another Part of Me
7. «مردی در آینه» Man in the Mirror
8. «فقط نمی‌تونم دوست داشتنت رو مهار کنم» I Just Can't Stop Loving You
9. «دایانای کثیف» Dirty Diana
10. «مجرم زیرک» Smooth Criminal
11. «تنهام بزار»Leave Me Alone
12. "Streetwalker"
13. «Todo Mi Amor Eres Tu (I Just Can't Stop Loving You)»
14. «Fly Away»

### خطرناک(نسخه ویژه ۲۰۰۱)
1. «جمع بشید» Jam
2. «چرا می‌خوای دربارهٔ من وهم بسازی» Why You Wanna Trip on Me
3. «پشت درهای بسته» In the Closet
4. «اون منو شیفته می‌کنه» She Drives Me Wild
5. «زمانی رو به یاد بیار» Remember the Time
6. «نمی تونم بذارم بره» Can't Let Her Get Away
7. "شفا دادن دنیاً Heal the World
8. «سیاه یا سفید» Black or White
9. «او کیست» Who Is It
10. «(خودتو) به من بسپار» Give In To Me
11. «آیا آنجا خواهی بود» Will You Be There
12. «ایمانو نگه دار» Keep the Faith
13. «خیلی زود رفت» Gone Too Soon
14. «خطرناک» Dangerous

### تسخیرناپذیر
1. «شکست ناپذیر» Unbreakable
2. «قلب شکن» Heartbreaker
3. «تسخیر ناپذیر» Invincible
4. «سپیده دم» Break of Dawn
5. «بهشت می‌تونه منتظر بمونه» Heaven Can Wait
6. «تو دنیامو می‌لرزونی» You Rock My World
7. "پروانه هاً Butterflies
8. «بی کلام» Speechless
9. «۲۰۰۰ وات» ۲۰۰۰ Watts
10. «تو زندگیم هستی» You Are My Life
11. «خلوت» Privacy
12. «دور نشو» Don't Walk Away
13. «گریه» Cry
14. «بچه‌های گم شده» The Lost Children
15. «هرچی پیش بیاد» Whatever Happens
16. «تهدید شده» Threatend